# Voir dire
Der Ausdruck voir dire [vwaʀˈdiʀ] kommt aus dem Mittelfranzösischen; im modernen Englisch wird er mit „tell the truth“ (deutsch: die Wahrheit sagen) übersetzt und bezieht sich generell auf den Prozess, durch den voraussichtliche Jury-Mitglieder über ihre sozialen Hintergründe und ihre mögliche Voreingenommenheit befragt werden, bevor sie in einer jury eingesetzt werden.
„Voir dire“ schließt allgemeine Fragen ein, die einer ganzen Gruppe voraussichtlicher Jury-Mitglieder gestellt und beispielsweise durch Handzeichen beantwortet werden, und Fragen, die einzelnen voraussichtlichen Jury-Mitgliedern gestellt und verbal beantwortet werden.
In England besteht „voir dire“ aus der einen Frage:
Can you give a fair hearing to both the crown and the defence?
(Deutsch: Können Sie sowohl der Krone als auch der Verteidigung eine gerechte Gerichtsverhandlung ermöglichen?)
Jedes voraussichtliche Jury-Mitglied, das mit „Ja“ auf die Frage antwortet, wird als Geschworener eingesetzt.